# Clube de Regatas Brasil
Clube de Regatas Brasil, kortweg CRB, is een Braziliaanse voetbalclub uit Maceió, de hoofdstad van de staat Alagoas. In 2014 promoveerde de club naar de Série B. 

## Geschiedenis
De club werd in 1912 als roeiclub opgericht, met voetbal werd er pas in 1916 begonnen. In 1927 kwam er met het Campeonato Alagoano een georganiseerde staatscompetitie, zoals die er al in vele andere staten was. Samen met Centro Sportivo Alagoano ging de club aan de leiding. Op de voorlaatste speeldag speelden de clubs tegen elkaar en CRB won met 2-0 en kroonde zich een week later tot allereerste staatskampioen. De club nam de volgende jaren niet altijd deel aan de competitie, maar sinds 1936 speelt de club wel onafgebroken in de competitie, als enige van de staat. Van 1937 tot 1940 werd de club vier keer op rij kampioen. 
In 1959 werd de Taça Brasil ingevoerd, een soort eindronde van staatskampioenen. Daarvoor was de staatscompetitie de hoogst mogelijke competitie en zat Brazilië altijd zonder landskampioen. CRB werd in 1961 na tien jaar nog eens kampioen en mocht zo het jaar erop deelnemen aan de Taça. Nadat Sergipe uitgeschakeld werd verloren ze in de tweede ronde van Campinense. Drie jaar later volgde een tweede deelname en herhaalde het scenario zich tegen dezelfde tegenstanders.  
In 1971 werd de Série A ingevoerd als nieuwe hoogste klasse, maar in het eerste seizoen was er enkel plaats voor de grootste clubs. De club mocht in een andere competitie aantreden, een equivalent van de huidige Série B. Vanaf 1972 tot halverwege de jaren tachtig kregen één of meerdere clubs van alle staten een startbewijs voor de competitie. In 1972 en 1973 eindigde de club onderaan de rangschikking. In 1975 won de club het Torneio José Américo de Almeida Filho, een voorloper van de Copa do Nordeste. 
Na twee jaar onderbreking nam de club van 1976 tot 1981 zes jaar deel aan de Série A. In het eerste jaar bereikte de club de derde fase en werd uiteindelijk zeventiende op 54 clubs, wat de beste prestatie uit de geschiedenis zou zijn. De volgende jaren speelde de club echter totaal geen rol van betekenis.  Na twee jaar Série B nam de club in 1984 voor een laatste keer deel aan de Série A. Nadat de clubs niet meer automatisch mochten deelnemen na een staatstitel slaagde de club er niet meer in te promoveren. 
De club werd wel een vaste waarde in de Série B. In 1997 eindigden ze vijfde en kwamen ze dicht bij een promotie. In 2008 degradeerden ze na vijftien jaar uit de Série B. Na twee middelmatige plaatsen werden ze vicekampioen in 2011 en promoveerden weer. Het volgende seizoen degradeerde de club opnieuw, maar werd wel voor het eerst sinds 2002 nog eens staatskampioen. In 2014 wist de club een nieuwe promotie af te dwingen. In de staatscompetitie werd de club van 2015 tot 2017 drie keer op rij kampioen en in de Série B eindigden ze meetal in de middenmoot. Aartsrivaal CSA wist inmiddels op drie jaar tijd van de Série D naar de Série A te promoveren. 

## Erelijst
Campeonato Alagoano
1927, 1930, 1937, 1938, 1939, 1940, 1950, 1951, 1961, 1964, 1969, 1970, 1972, 1973, 1976, 1977, 1978, 1979, 1983, 1986, 1987, 1992, 1993, 1995, 2002, 2012, 2013, 2015, 2016, 2017, 2020, 2022, 2023, 2024